# Alvóváros

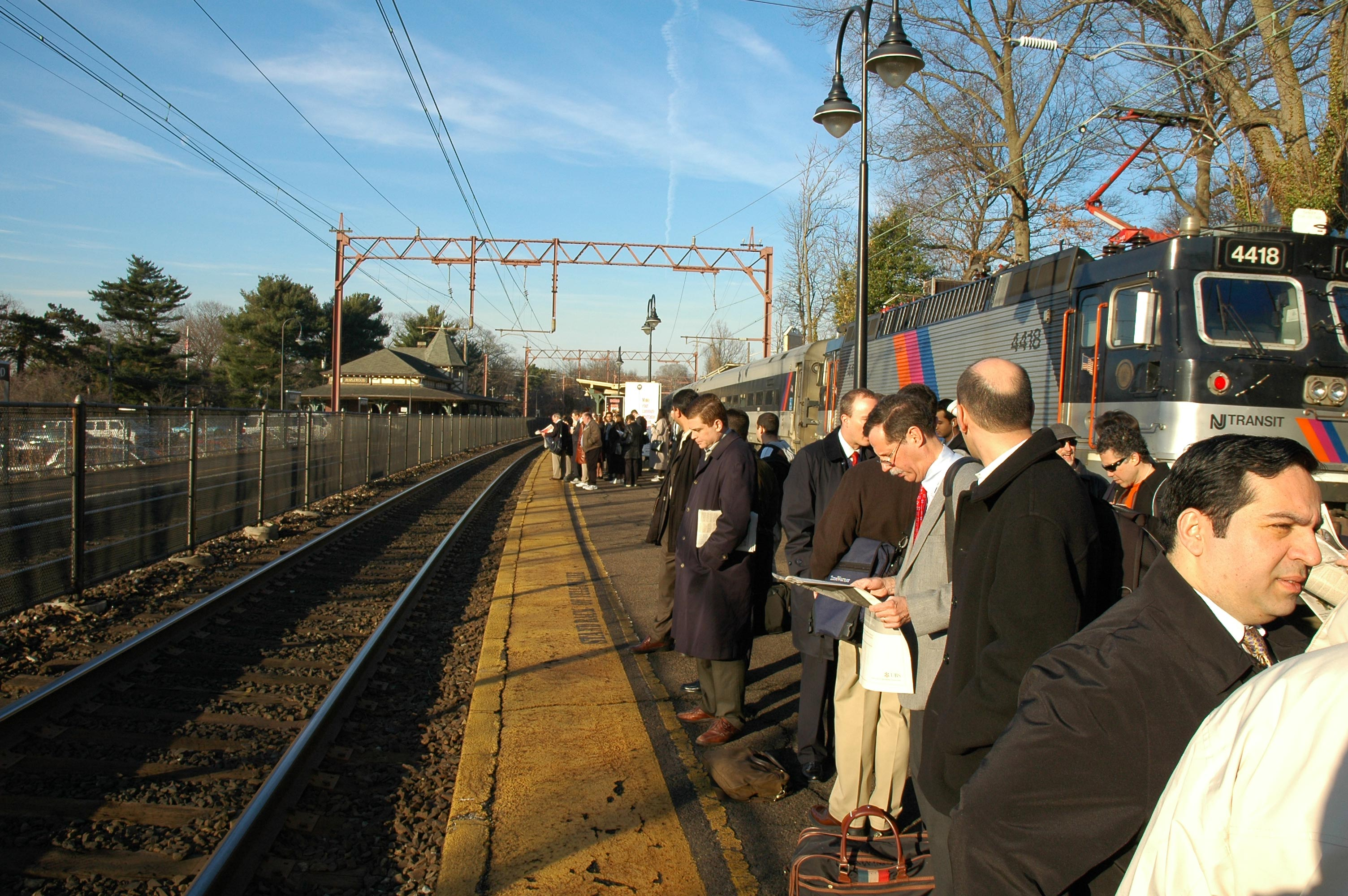
Vonatra váró ingázók New Jerseyben

Az alvóváros olyan település, amely túlnyomórészt lakófunkciókat koncentrál, és lakói más településekre ingáznak munkavállalás céljából. A munkahelyek, ipari és kereskedelmi funkciók hiánya mellett a fejletlen infrastruktúra és a helyi szolgáltatások hiánya is jellemző. Az alvóvárosok többnyire nagyvárosok elővárosai vagy külvárosai, de nem minden előváros nevezhető alvóvárosnak, mivel sok esetben hiányzik ez a monofunkciós jelleg. Az olyan elektronikai, biotechnológiai és környezetvédelmi iparban dolgozók élnek itt, akiknek az otthoni munkájukban fontos a nyugodt és tiszta levegőjű környezet. A fejlődő világban egyre jobban terjed az otthoni munkavégzés, így az ingázás ideje és a nagy irodaházak építése is megspórolható. Magyarországon ilyen települések egyelőre Budapest környékén alakultak ki, például Dunakeszi, de Debrecen és Győr környékén is elkezdődött az effajta átrendeződés. Külföldi viszonylatban ilyen a Ruhr-vidék vagy a Los Angeles környéki agglomeráció.

## Példák alvóvárosokra

### Németország
- Berlin-Hellersdorf
- Berlin-Marzahn
- Berlin-Neu-Hohenschönhausen
- Chemnitz-Markersdorf
- Gera-Lusan
- Halle-Neustadt
- Halle-Silberhöhe
- Halle-Heide-Nord
- Hoyerswerda-Neustadt
- Jéna-Lobeda
- Lipcse-Grünau
- Magdeburg-Neu Olvenstedt
- Rostock-Toitenwinkel
- Schwerin-Großer Dreesch
- Nürnberg-Langwasser
- Berlin-Gropiusstadt
- Berlin-Märkisches Viertel
- Bonn-Tannenbusch
- Braunschweig-Weststadt
- Bréma-Vahr
- Darmstadt-Kranichstein
- Dortmund-Scharnhorst-Ost
- Düsseldorf-Garath
- Frankfurt-Frankfurter Berg
- Frankfurt-Nordweststadt
- Frankfurt-Sossenheim
- Hamburg-Mümmelmannsberg
- Hamburg-Steilshoop
- Hamburg-Neuwiedenthal
- Karlsruhe-Waldstadt
- Kiel-Mettenhof
- Köln-Chorweiler
- Ludwigshafen-Pfingstweide
- Mainz-Lerchenberg
- Marburg-Richtsberg
- München-Hasenbergl
- München-Neuperlach
- Ratingen-West
- Reutlingen-Orschel-Hagen
- Wiesbaden-Klarenthal
- Wolfsburg-Detmerode
- Wolfsburg-Westhagen
- Würzburg-Heuchelhof